# 科羅科羅島
科羅科羅島是南美洲的島嶼，位於圭亞那和委內瑞拉接壤邊境的大西洋海域，由阿馬庫羅三角洲州負責管轄，長81公里、寬12公里，面積690平方公里。
8°32′49″N 60°04′07″W / 8.54694°N 60.06861°W